# 標準化団体 (コンピュータと通信)
標準化団体 (コンピュータと通信)（ひょうじゅんかだんたい コンピュータとつうしん）では、コンピュータと通信に関係する標準化団体をとりあげる。
主な分野として、コンピュータのハードウェア（インタフェースなど）、ソフトウェア（文字コード、データフォーマット、言語仕様など）、無線通信および電気通信（通信プロトコル、ネットワークのインタフェースなど）がある。
標準化活動策定する規格には、国際規格として公開するもの、勧告または推奨という形で公開するものがある。前者では、例えばISOおよび国際電気標準会議IECのIS（International Standard、国際標準規格）がある。後者では、例えばITU-Tの場合、V.シリーズ勧告、X.シリーズ勧告などのように訳す。
各国には、ISO, IECで決めた分野の国家規格とそれを決める団体がある。日本では、JISCが国内審議団体で、規格は日本産業規格(JIS)である。
特定の製品やサービスに特化して、その業務に関連する企業等がフォーラムやコンソーシアム等と称する民間の標準化団体を結成して、業界団体規格，民間規格を決める。（DVDフォーラム、XMLコンソーシアム、Linux Foundationなど）

## コンピュータと通信に関する標準化団体
以下に、主な標準化団体を挙げる。

### 国際的な団体
ISO（国際標準化機構）
電気分野を除く工業分野。
IEC（国際電気標準会議）
電気/電子工学を中心とした産業技術分野。
ISO/IEC JTC 1
ISOとIECの合同技術委員会。
ITU（国際電気通信連合）
国際連合の下部組織。電気通信の分野。
IEEE （米国電気電子学会）
電気・電子・情報工学に関連する分野。

### 各地域の団体
CEN（欧州標準化委員会：European Committee for Standardization）
ヨーロッパ域内における標準化機関。
ECMA（ヨーロッパ電子計算機工業会）
ヨーロッパ域内におけるコンピュータ技術に関する標準化機関。
ETSI（欧州電気通信標準化機構）
ヨーロッパ域内における電気通信技術に関する標準化機関。

### 各国内の団体
ANSI （米国規格協会）
アメリカの工業分野。
NIST （アメリカ国立標準技術研究所）
アメリカの標準技術の策定。
CEA（全米家電協会：Consumer Electronics Association）
アメリカの民生機器の業界団体
DIN （ドイツ規格協会）
ドイツ。
BSI （英国規格協会）
イギリス。

### 日本国内の団体
日本規格協会 (JSA)
日本産業規格（JIS）の発行。
日本産業標準調査会 (JISC)
日本産業規格（JIS）の審議。
電波産業会 (ARIB)
日本の無線通信及び放送分野
情報通信技術委員会 (TTC)
日本の情報通信ネットワーク分野
情報規格調査会 (IPSJ/ITSCJ)
情報処理学会内の標準化組織（JTC1担当）。

### 特定分野
3GPP
第三世代携帯電話(3G)システムに関する技術。
BioAPI Consortium
バイオメトリクス認証技術
Blu-ray Disc Association
Blu-ray Discに関する技術。
Digital Living Network Alliance (DLNA)
デジタル家電やPCの相互接続性（旧 Digital Home Working Group (DHWG)）
Distributed Management Task Force (DMTF)
企業やインターネットにおけるIT環境のシステム管理。
DVB Project (Digital Video Broadcasting)
デジタルテレビ放送規格 (DVB) の策定。
DVDフォーラム
DVDやHD DVDに関する技術。
International Digital Publishing Forum (IDPF)
EPUBやEDUPUBなど、電子書籍や電子出版に関する技術。
Internet Engineering Task Force (IETF)
インターネットに関する技術。
Java Community Process (JCP)
Javaに関する技術。
Joint Electron Device Engineering Council (JEDEC)
半導体メモリなど電子部品に関する技術。
Linux Foundation
Linuxに関する技術。
The Open Group
UNIXに関する技術。
The Organization for the Advancement of Structured Information Standards (OASIS)
XML、Webサービス、e-ビジネスに関する技術。
OpenID Foundation (OIDF)
インターネット上でのアイデンティティ（個人、法人、モノに関係する属性の集合）の取り扱いに関する技術。
VoiceXML Consortium
VoiceXMLに関する技術。
Wi-Fi Alliance
無線LANに関する技術。
World Wide Web Consortium (W3C)
WWWに関する技術。

## 主な標準化の例
国際的な標準仕様を勧告しているものから、研究機関や業界内の複数の企業が策定し、事実上標準化（デファクトスタンダード）するものまで多くある。

### コンピュータのハードウェアの例
Peripheral Component Interconnect (PCI)
コンピュータのバスの規格の1つ。業界標準の1つ。
ユニバーサル・シリアル・バス (USB)
高速シリアル通信の規格の1つ。
IEEE 1394
高速シリアル通信の規格の1つ。IEEEで標準化。
DINコネクタ
ドイツ工業品標準規格 (DIN) により規格化されたコネクタ。

### ソフトウェア分野の例
JIS X 0208、JIS X 0213など
日本語の文字集合。
Unicode
文字コードの規格の1つ。
HTML
ウェブページで使用されるマークアップ言語。HTML5以降はWHATWGとW3Cがそれぞれ策定。
XML
データを記述するマークアップ言語。W3Cが策定。
JPEG
静止画像の圧縮方式。
MPEG
動画像の圧縮方式。
OpenDocument
オフィススイート用のファイルフォーマット。

### 通信分野の例
G3規格
ファクシミリの通信方式。ITU-Tで勧告。
ITU-T I.シリーズ
ISDNのインタフェースの規格。
TCP/IP
インターネットの通信方式。事実上の標準。
V.42bisなど
モデムの通信方式。V.シリーズ規格はITU-Tで勧告。